# Château d'Eschamps
Le château d'Eschamps est un château situé sur la commune d'Autun dans le département de Saône-et-Loire, en France.

## Historique
L'édifice est inscrit au titre des monuments historiques le 11 juin 1991.